# Maxime De Zeeuw
Maxime Louis F. De Zeeuw (Uccle, 26 aprile 1987) è un cestista belga.

## Carriera
Con il Belgio ha disputato cinque edizioni dei Campionati europei (2011, 2013, 2015, 2017, 2022).

## Palmarès

### Squadra
- Campionato ceco: 1

ČEZ Nymburk: 2015-16
- Lega Balcanica: 1

Hapoel Holon: 2020-21
- Coppa del Belgio: 1

Limburg United: 2024

### Individuale
- Stella nascente del campionato belga: 1

Verviers-Pepinster: 2008-09